# Feliniopsis constellata
Feliniopsis constellata är en fjärilsart som beskrevs av Moore 1882. Feliniopsis constellata ingår i släktet Feliniopsis och familjen nattflyn. Inga underarter finns listade i Catalogue of Life.